# Norman Foster (Regisseur)

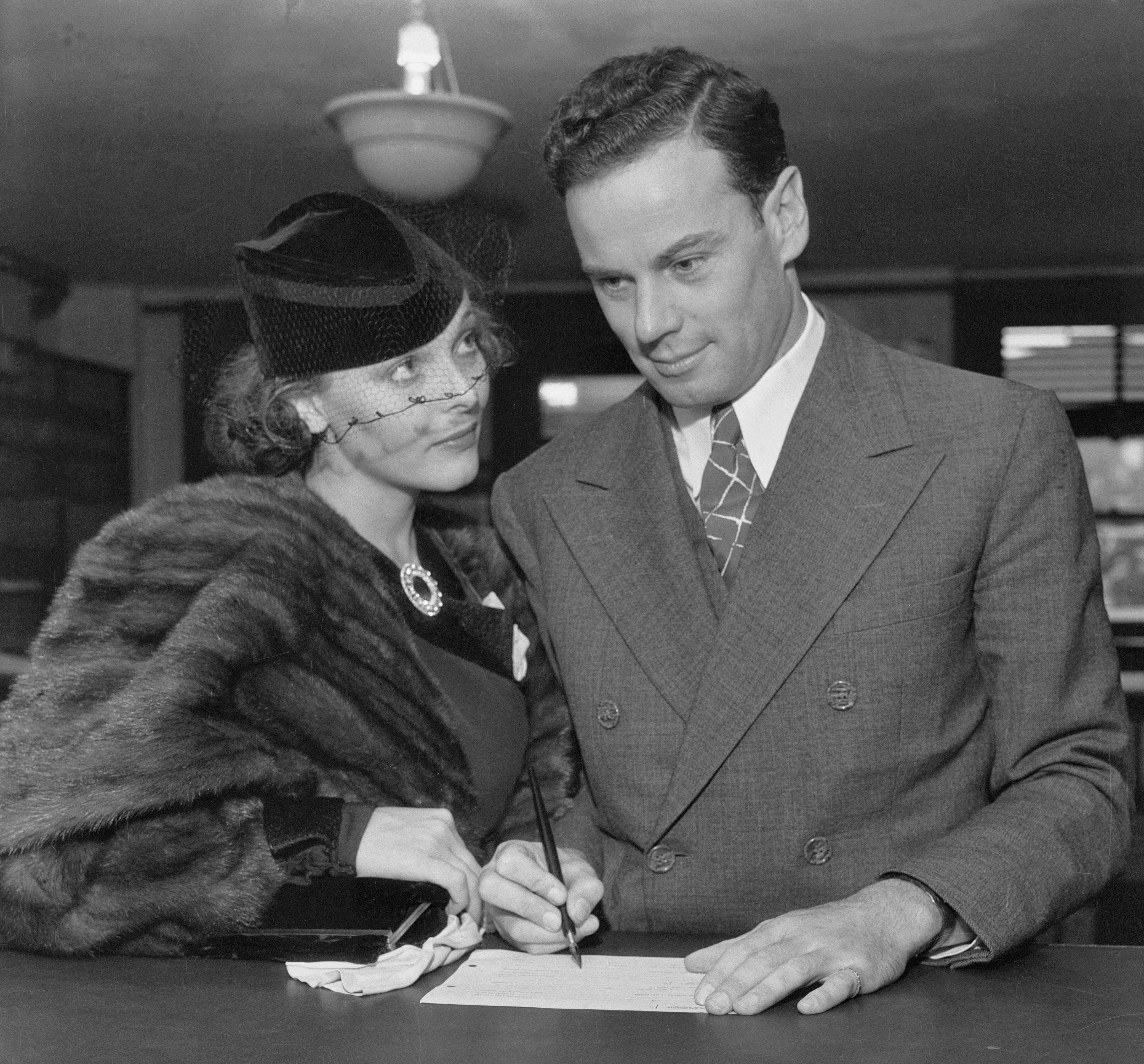
Norman Foster mit seiner Frau Sally Blane (1935)

Norman Foster (* 13. Dezember 1903 in Richmond, Indiana; † 7. Juli 1976 in Santa Monica, Kalifornien; bürgerlich John Hoeffer) war ein US-amerikanischer Filmregisseur, Drehbuchautor sowie Schauspieler.

## Leben
Foster begann als Volontär bei einer lokalen Zeitung in Indiana, bevor es ihn nach New York verschlug, wo er einen besseren Zeitungsjob zu finden hoffte, bei seiner Suche jedoch erfolglos blieb. Stattdessen begann er dort eine Karriere als Schauspieler und gab 1926 sein Broadway-Debüt. Anschließend spielte er von 1929 bis 1937 in mehr als 40 Kinoproduktionen mit, um danach erst wieder in den 1970er Jahren als Schauspieler in Erscheinung zu treten. 1936 gab er mit I Cover Chinatown sein Regiedebüt und übernahm auch gleich die Hauptrolle des Films.
Im Anschluss konzentrierte sich Foster auf eine Karriere als Regisseur und Drehbuchautor. Seinen wichtigsten Beitrag zur Filmgeschichte leistete er, indem er in beiden Eigenschaften zwischen 1937 und 1939 sechs von acht Filmen der Mr.-Moto-Reihe von 20th Century Fox mit Peter Lorre betreute. Daran anschließend inszenierte er für das Studio drei der besten Charlie-Chan-Filme mit Sidney Toler.
Mit Orson Welles verband ihn eine lebenslange Freundschaft, deren Wurzeln in der Produktion von Von Agenten gejagt (1943) zu finden sind, dessen Regie Foster von Welles übernommen hatte. Zu den bekannteren Filmen des Regisseurs zählen zudem der Western Rachel und der Fremde (1948) mit seiner Schwägerin Loretta Young in der Titelrolle sowie die beiden Films noirs Bis zur letzten Stunde (1948) und Einer weiß zuviel (1950). In den 1940er Jahren drehte er außerdem mehrere Filme als Freelancer in Mexiko.
Mitte der 1950er Jahre wandte sich Foster dem Fernsehen zu und inszenierte unter anderem die Disney-Serie um Davy Crockett, die anschließend zu den Kinofilmen Davy Crockett, König der Trapper (1955) und Flußpiraten (1956) kompiliert wurden. Außerdem war er Regisseur der meisten Folgen aus der Disney-Serie um Zorro, aus denen der Film Zorro räumt auf (1958) hervorging.
Sein Dokumentarfilm Navajo war bei der Oscarverleihung 1953 in der Kategorie Bester Dokumentarfilm für den Oscar nominiert. 1957 war er für die Inszenierung einer Folge der Fernsehserie Letter to Loretta für den DGA Award nominiert.
Von 1928 bis 1935 war Foster mit der Schauspielerin Claudette Colbert verheiratet. Seine folgende Ehe mit der ebenfalls als Schauspielerin tätigen Sally Blane hielt von 1935 bis zu seinem Krebstod im Alter von 72 Jahren. Sie hatten zwei Kinder, Gretchen und Robert.

## Filmografie (Auswahl)
Als Schauspieler
- 1931: Straßen der Weltstadt (City Streets)
- 1932: Skyscraper Souls
- 1932: Week-End Marriage
- 1933: Jahrmarktsrummel (State Fair)
- 1933: Rafter Romans
- 1933: Professional Sweetheart
- 1934: Orient Express
- 1938: Mr. Moto und der Kronleuchter (Mysterious Mr. Moto)
- 1972: Play It As It Lays
- 2018: The Other Side of the Wind [in den frühen 1970ern gedreht]

Als Regisseur
- 1937: Mr. Moto und die Schmugglerbande (Think Fast, Mr. Moto)
- 1937: Mr. Moto und der China-Schatz (Thank You, Mr. Moto)
- 1938: Mr. Moto und der Dschungelprinz (Mr. Moto Takes a Chance)
- 1938: Mr. Moto und der Kronleuchter (Mysterious Mr. Moto)
- 1939: Mr. Moto und die Flotte (Mr. Moto's Last Warning)
- 1939: Mr. Moto und sein Lockvogel (Mr. Moto Takes a Vacation)
- 1939: Charlie Chan in Reno
- 1939: Charlie Chan auf der Schatzinsel (Charlie Chan at Treasure Island)
- 1940: Charlie Chan in Panama
- 1943: Von Agenten gejagt (Journey into Fear)
- 1948: Bis zur letzten Stunde (Kiss the Blood Off My Hands)
- 1948: Rachel und der Fremde (Rachel and the Stranger)
- 1949: Flitterwochen mit Hindernissen (Tell it to the Judge)
- 1950: Einer weiß zuviel (Woman on the Run)
- 1952: Navajo
- 1953: Sombrero
- 1955: Davy Crockett, König der Trapper (Davy Crockett, King of the Wild Frontier)
- 1956: Flußpiraten (Davy Crockett and the River Pirates)
- 1958: Zorro räumt auf (The Sign of Zorro)
- 1966: Abenteuer im Grand Canyon (Brighty of the Grand Canyon)
- 1974: Das Geheimnis der grünen Hornisse (The Green Hornet)